# Wang Yi (pasteur)
Pour les articles homonymes, voir Wang Yi.
Wang Yi (chinois : 王怡; né le 1er juin 1973 à Santai), pseudonyme Wang Shuya (chinois simplifié : 王书亚 ; chinois traditionnel : 王書亞 ; pinyin : Wáng Shūyà), est un pasteur réformé chinois, fondateur de l'église de l’Alliance de la pluie d’automne (chinois: 秋雨 圣约 教会; pinyin:  Qiūyǔ Shèngyuē Jiàohuì), une église calviniste à Chengdu, la capitale du Sichuan, au centre-ouest de la Chine. Il est également avocat, écrivain, rédacteur en chef et activiste social. Il était juriste à l'Université de Chengdu avant de démissionner pour se consacrer au pastorat.

## Biographie
Wang Yi a été l'un des plus influents avocats chrétiens des Droits de l'Homme en Chine.
Le 11 mai 2006 le président américain George Bush reçoit à la Maison-Blanche des opposants au régime chinois avec les écrivains Yu Jie et Wang Yi et l'avocat Li Baiguang.
Le pasteur Wang Yi est arrêté en décembre 2018. Le 30 décembre 2019, il est condamné à 9 ans de prison pour « incitation à la subversion » et « opérations financières illégales » . Le département d'État américain a dénoncé un procès organisé « à huis clos » et « sans la présence d'un avocat de la défense », et une condamnation « en lien avec sa défense pacifique de la liberté religieuse », et appelé à « sa libération immédiate et inconditionnelle ».

## Théologie
Wang Yi soutient que l'idée de la séparation de l'Église et de l'Etat est issue de la pensée calviniste. Il critique le Mouvement patriotique des trois autonomies en Chine comme mettant l'accent sur le nationalisme, qui, selon lui, entraîne un culte des autorités laïques au détriment de la valorisation de la communauté locale. Au contraire, il affirme que la séparation de l'église et de l'état aux États-Unis est profondément enracinée dans la tradition calviniste. Cela correspond à une vision selon laquelle une politique constitutionnelle est légitimée par un pouvoir transcendant - à savoir, un Dieu souverain,. En outre, il affirme que la nation ne peut pas s'immiscer dans les affaires de l'Église, d'une part, et qu'elle devrait être obligée de protéger la liberté religieuse par devoir divin, d'autre part.
Wang Yi veut promouvoir la transparence et la visibilité des églises de maison chinoises. Il soutient que les églises doivent non seulement écouter la voix de Dieu, mais aussi s'engager dans les affaires publiques. Pour lui, l'Église réformée de Chine devrait avoir une mission pastorale pour l'Église chinoise et une mission prophétique pour la société chinoise, Selon Fredrik Fällman, Wang Yi y voit le mécanisme par lequel de "nouvelles Genèves" sont établies dans toute la Chine, à l'instar des réformes chrétiennes de Jean Calvin à Genève.
En août 2015, afin de réaffirmer la position des Églises de maison chinoises dans la relation entre le gouvernement et la société, Wang Yi a publié un document intitulé "Réaffirmer notre position sur les églises de maison : 95 thèses". Faisant écho aux 95 thèses de Martin Luther, ces 95 thèses chinoises affirment son opinion sur la relation entre l'Église et l'État du point de vue des églises de maison.
Ce document est divisé en 6 sections :
- Thèses 1-17 : Souveraineté de Dieu et autorité biblique.
- Thèses 18-31 : La loi de Dieu et la rédemption du Christ.
- Thèses 32-39 : Contre la "sinisation du christianisme".
- Thèses 40-44 : L'Église comme corps du Christ et son royaume.
- Thèses 45-72 : La relation entre deux royaumes et la séparation de l'Église et de l'État.
- Thèses 73-95 : Contre le "Mouvement des trois autonomies" et l'affirmation de la Grande Commission.

## À voir